# Baylee Steele
Baylee Louis Steele (Norwalk, 28 giugno 1997) è un cestista statunitense.